# Farkaslyuk
Farkaslyuk es un pueblo ubicado en el distrito de Ózd, condado de Borsod-Abaúj-Zemplén, Hungría.

## Superficie
Posee una superficie de 5,480 kilómetros cuadrados.

## Demografía
Hasta 2022 la población era de 1850 habitantes, con una densidad de población de 337,6 habitantes por kilómetro cuadrado.